# Atti slavi di Pietro
Gli Atti slavi di Pietro sono un testo apocrifo del Nuovo Testamento, giunto a noi soltanto in lingua slava ecclesiastica. Fu scritto tra il X e il XII secolo, e contiene anche motivi tratti da altri apocrifi biblici.
Non va confuso con altri testi dei quali abbiamo una versione anche in slavo ecclesiastico: il Martirio e la Disputatio cum Simone Mago (Disputa con Simone Mago), tratti dagli Atti di Pietro. 

## Trama
Narra del viaggio di San Pietro apostolo a Roma su esortazione di un fanciullo, che poi acquista dal capitano di una nave. Giunti a destinazione un nobile romano compra il bambino e lo porta da un maestro, il quale viene presto ridotto al silenzio dal fanciullo in quanto si dimostra più sapiente di lui. In seguito il bambino compie altri prodigi. Quando Pietro viene arrestato il fanciullo redarguisce l'imperatore Nerone, quindi viene ammanettato sull'orecchio dal consigliere Catone che all'improvviso muore fulminato. Dopo l'arresto di Pietro avvengono fatti straordinari che fanno convertire un gran numero di Romani. Perciò Nerone, furibondo, ordina di uccidere Pietro, che viene crocifisso a testa in giù. Il bambino, che è presente, rivela di essere Gesù. Da testa, seno, mani e ginocchia di Pietro i chiodi cadono per terra e Pietro, dopo aver pregato per i suoi uccisori, si trasforma in un fantasma.